# Jurij Skobov
Jurij Georgijevitj Skobov (ryska: Юрий Георгиевич Скобов), född 13 mars 1949 i Klimovo i Brjansk oblast, död 5 augusti 2024 i Omutninsk i Kirov oblast, var en rysk längdskidåkare som var aktiv på 1970-talet och tävlade för Sovjetunionen under sin aktiva karriär. Han erövrade guld på 4 x 10 km vid olympiska vinterspelen 1972 i Sapporo.